# Saint-Hostien
Saint-Hostien település Franciaországban, Haute-Loire megyében. Lakosainak száma 694 fő (2022. január 1.). Saint-Hostien Saint-Pierre-Eynac, Le Pertuis, Queyrières és Saint-Étienne-Lardeyrol községekkel határos.

## Népesség
A település népessége az elmúlt években az alábbi módon változott:
| Lakosok száma | 581  | 541  | 578  | 613  | 720  | 742  | 755  | 716  | 697  | 694  |
|               | 1968 | 1982 | 1990 | 2006 | 2013 | 2015 | 2017 | 2019 | 2020 | 2022 |